# Blennerhasset and Torpenhow
Blennerhasset and Torpenhow – civil parish w Anglii, w Kumbrii, w dystrykcie (unitary authority) Cumberland. W 2011 civil parish liczyła 423 mieszkańców.